# عمارة الأسرار (مسلسل)
عمارة الأسرار، مسلسل سعودي أٌنتج عام 2004 من تأليف طارق عثمان وإخراج محمد النقلي.

## ملخص القصة
تدور الأحداث في إطار درامي كوميدي حول عدد من العائلات التي تسكن عمارة واحدة في السعودية، ومن بين هذه الأسر أسرة مصرية سافرت إلى هناك، حيث تتعرض الأحداث لقصة حياة كل عائلة، والمواقف التي تقع بين السكان.

## بطولة
- غانم الصالح
- عبير أحمد
- إبراهيم الحربي
- سعيد قريش
- لطيفة المجرن
- نوال محمد
- علي السبع
- فاطمة الحوسني
- سلطان النفيسي
- نواف الجابر
- عبد العزيز السكيرين
- فيصل الشعيب
- جلوي الحبابي
- طاهر محسن
- زينب عباس
- عماد عبد العزيز

### نجوم من مصر
- محمد رياض
- نشوى مصطفى
- نورهان
- رحاب أحمد

### ضيوف الشرف
- محمد الجناحي
- عبد الإمام عبدالله
- عبد الله ملك
- محمد البهدهي

## روابط خارجية
- صفحة المسلسل على موقع السينما كوم